# Encontro Nordestino de Software Livre
O Encontro Nordestino de Software Livre (ENSL) é o encontro da comunidade de software livre do nordeste brasileiro. Esse evento surgiu com o objetivo de agregar a comunidade nordestina e seus diferentes grupos de usuários, desenvolvedores e entusiastas, fortalecê-la a partir de um encontro itinerante e criar um grande evento de software livre que estivesse fora do eixo sul-sudeste do país.
Por conta disso, o ENSL é o maior encontro itinerante de software livre do Brasil.

## Formato
A realização do ENSL fica a cargo da comunidade de software livre, cultura livre e demais grupos ligados a temas afins do estado-sede, recebendo auxílio dos demais Projetos Software Livre do nordeste.
Na tentativa de potencializar a comunidade de software livre tanto do nordeste como cada estado especificamente, junto à realização do ENSL ocorre um evento estadual de software livre. Por exemplo, o I ENSL realizado em 2006 na cidade de João Pessoa, Paraíba, ocorreu junto com o I Encontro de Software Livre da Paraíba - I ENSOL. Os demais estados-sede seguiram este mesmo formato, seja criando um evento estadual próprio, como o caso da Paraíba, seja realizando o ENSL junto a um encontro estadual já estabelecido, como o caso da Bahia onde o ENSL ocorreu junto com o IV Festival de Software Livre da Bahia.

## Edições

### Realizadas
- 12 a 14 de maio de 2006 João Pessoa, Paraíba[1]
- 28 a 30 de setembro 2007 Aracaju, Sergipe[2]
- 29 e 30 de maio de 2009 Salvador, Bahia[3] - http://wiki.softwarelivre.org/Festival4
- 05 e 6 de novembro de 2010 Natal, Rio Grande do Norte[4]
- 28 a 30 de outubro de 2011 Maceio, Alagoas[5]

### Em preparação
- 2016 Fortaleza, Ceará